# Wilhelm Rümann
Wilhelm Rümann (9. listopadu 1881 – 31. března 1946) byl vysoce vyznamenaný námořní velitel první světové války a pozdější vyšší námořní důstojník v hodnosti kontradmirál (Konteradmiral) za druhé světové války. V meziválečném období sloužil i určitý čas u jednotek SS.

## Mládí a počátky námořní kariéry
Wilhelm Rümann se narodil 9. listopadu roku 1881 v dolnosaském městě Hannover jako syn továrního dělníka Georga Rümanna. Absolvoval nejprve místní lyceum v Hannoveru a poté gymnázium v Baden-Badenu, kde roku 1898 odmaturoval. K 10. dubnu následujícího roku se mladý Wilhelm rozhodl vstoupit do císařského německého námořnictva.
Zde byl zařazen jako námořní kadet (Seekadett) do ročního základního důstojnického výcviku, který podstoupil na školící lodi „SMS Stosch“. Po dokončení výcviku mu byla udělena hodnost Fähnrich zur See (námořního praporčíka), se Rümann rozhodl ještě nastoupit na námořní školu, kde absolvoval několik speciálních výcvikových kurzů.
Námořní školu dokončil ke konci září roku 1901 a následně byl odvelen k těžkému křižníku SMS ’Victoria Louise’ pod velením námořního kapitána Raimunda Winklera. Zde byl ke konci září roku 1902 povýšen do hodnosti námořního poručíka (Leutnant zur See).
V roce 1904 byl převelen do německé jihozápadní Afriky, kde sloužil až do počátku března roku 1905 v rámci expedičního námořního sboru u námořního praporu rychlopalných kanónů.
Po návratu z Afriky sloužil Rümann jako zpravodajský důstojník na několika lodích. Zároveň k tomu byl povýšen do hodnosti námořního nadporučíka (Oberleutnant zur See).
K počátku října roku 1907 byl jmenován do funkce velitele roty u minovacího praporu a v této funkci zůstal až do konce září roku 1909. V dubnu téhož roku byl opět povýšen a to do hodnosti námořního kapitána (Kapitänleutnant). Až do počátku první světové války rychle stoupal po hodnostním žebříčku a vystřídal mnoho pozic včetně funkce velitele roty, torpédového důstojníka nebo velitele torpédového člunu.

## První světová válka
Počátkem první světové války velel Rümann již rok torpédovému člunu ‘V 151’ (Torpedoboot ‘V 151’) a v této funkci zůstal až do počátku prosince téhož roku. V polovině stejného roku vykonával rovněž i dočasně funkci zastupujícího velitele 11. půlflotily torpédových člunů (Torpedoboot-Halbflottille 11).
K počátku prosince roku 1914 byl Rümann jmenován do funkce velitele již zmíněné 11. půlflotily torpédových člunů. U této jednotky sloužil až do počátku května roku 1918 a účastnil se s ní i bitvy u Jutska, kde se dostal do střetu s britskými válečnými křižníky. Mezitím byl ke konci dubna roku 1917 povýšen do hodnosti korvetního kapitána (Korvettenkapitän).
Do konce války, tedy do prosince roku 1918 velel několika torpédovým flotilám (Torpedoboot-Flottille V. a Torpedoboot-Flottille VI.).
Za svou službu v první světové válce byl Rümann vyznamenán oběma třídami pruského železného kříže, Pruským řádem koruny IV. třídy s meči a mnoha dalšími vyznamenáními.

## Meziválečné období
Po skončení první světové války a následné demobilizaci zůstal Rümann u námořnictva a nejprve sloužil od počátku března roku 1919 jako velitel roty u I. námořní brigády a ke konci března téhož roku byl jmenován do funkce velitele II. flotily minolovek (později byla jednotka přejmenována na II. flotilu minolovek „Severní moře“).
K počátku září stejného roku byl Rümann odvelen do dolnosaského města Wilhelmshaven, kde převzal velení praporu u místního pluku pobřežní obrany. O dva týdny později byl jmenován velitelem celého wilhelmshavenského pluku pobřežní obrany. V této funkci setrval až do září roku 1920.
Až do září roku 1925 sloužil již v hodnosti fregatního kapitána u mnoha výcvikových flotil v Severním moři. Následně byl převelen k vrchnímu námořnímu velitelství, kde nejprve převzal velení námořní výcvikové skupiny a od října stejného roku byl ve funkci velitele námořního výcvikového oddělení u vrchního námořního velitelství. Na této pozici byl k 1. dubnu roku 1926 povýšen do hodnosti Kapitän zur See (ekvivalent pro plukovníka u pozemního vojska).
Ke konci září roku 1926 byl Rümann odvelen z výcvikového oddělení námořního velitelství, kde jeho místo převzal pozdější viceadmirál Eduard Eichel a následně převzal velení bitevní lodi SMS „Schleswig-Holstein“. Ve velení lodi tak vystřídal pozdějšího admirála Gottfrieda Hansena.
Ke konci září roku 1928 opustil Rümann velení bitevní lodi „Schleswig-Holstein“ a na kapitánském můstku ho vystřídal pozdější viceadmirál Siegfried Maßmann. Rümann byl následně jmenován předsedou testovací lodní komise a v této funkci strávil další dva roky. K 30. září roku 1930 byl Rümann penzionován.
Po opuštění námořní služby se Rümann rozhodl vstoupit k 1. září roku 1932 do nacistické strany NSDAP a začal se angažovat u koloniálního politického úřadu NSDAP (Kolonialpolitisches Amt der NSDAP) pod vedením Franze Rittera von Eppa, kde měl od dubna 1933 na starosti námořní záležitosti úřadu.
Od roku 1935 sloužil také jako zástupce viceprezidenta říšského koloniálního svazu, během čehož přibral funkci náčelníka štábu tohoto svazu.
K 12. květnu roku 1936 vstoupil Rümann do řad jednotek SS (Schutzstaffel), kde mu byla udělena hodnost SS-Standartenführer (plukovník) a byl veden jako vedoucí u hlavního úřadu SS (SS Hauptamt). V roce 1938 byl jmenován do funkce velitele skupiny „Berlín“ od koloniálního politického úřadu a jeho úkolem zde byly styky s ostatními vládními agenturami v Berlíně. Mezitím byl v lednu roku 1937 povýšen do hodnosti SS-Oberführer (Starší plukovník).

## Druhá světová válka
Ke konci března roku 1939 byl Rümann povolán opět do služby a byl zařazen s propůjčenou hodností námořnictva Konteradmiral (kontradmirál) jako „k dispozici Kriegsmarine“.
S vypuknutím německého útoku na Polsko byl jmenován velitelem pobřežního dělostřelectva na ostrově Helgoland. Zde spadal jeho úsek pod velení admirála Paula Fangera. K 1. září následujícího roku byl povýšen do dosud propůjčené hodnosti Konteradmiral (Kontradmirál).
Zde sloužil až do počátku února roku 1941, kdy byl převelen do dolnosaského města Cuxhaven, kde převzal velení pobřežního dělostřelectva po fregatním kapitánovi Werneru Petersovi. Zde spadal jeho úsek pod velení viceadmirála Hanse Hubertuse von Stosche. Na této pozici však sloužil pouze do počátku května téhož roku, kdy ho ve velení dočasně nahradil korvetní kapitán Franz Josef von Hohenzollern-Emden.
Během své nemoci byl Rümann ponechán k dispozici vrchního námořního velitelství „Severní moře“ pod velením admirála Hermanna Densche. Ze své nemoci se léčil až do června roku 1942, kdy se vrátil na svou předchozí pozici do Cuxhavenu. Avšak pouze na krátkou dobu, neboť v srpnu téhož roku je kvůli špatnému zdravotnímu stavu penzionován.
Po svém penzionování působil ještě nějakou dobu u říšské pracovní služby (Reichsarbeitsdienst). Rümann přežil válku a zemřel ve vestfálském městě Bad Oeynhausen 31. března roku 1946 ve věku nedožitých 65 let.

## Shrnutí vojenské kariéry

### Data povýšení
- Seekadett – 10. duben, 1899
- Fähnrich zur See – 10. duben, 1900
- Leutnant zur See – 27. září, 1902
- Oberleutnant zur See – 21. březen, 1905
- Kapitänleutnant – 10. duben, 1909
- Korvettenkapitän – 26. duben, 1917
- Fregattenkapitän – 1. listopad, 1923
- Kapitän zur See – 1. duben, 1926
- Propůjčena hodnost Konteradmiral – 30. září, 1930
- SS-Standartenführer – 12. květen, 1936
- SS-Oberführer – 30. leden, 1937
- Konteradmiral – 1. září, 1940

### Významná vyznamenání
- Pruský železný kříž I. třídy (První světová válka)
- Pruský železný kříž II. třídy (První světová válka)
- Válečný odznak námořního dělostřelectva
- Spona k pruskému železnému kříži II. třídy
- Spona k pruskému železnému kříži I. třídy
- Rytířský kříž meklenburského Griffinova řádu IV. třídy s meči a korunou (První světová válka)
- Pruský řád koruny IV. třídy s meči (První světová válka)
- Velkovévodský kříž Fridricha Augusta I. třídy (První světová válka)
- Velkovévodský kříž Fridricha Augusta II. třídy (První světová válka)
- Královský pruský služební kříž (První světová válka)
- Turecký železný půlměsíc (První světová válka)
- Kříž cti
- Pamětní medaile na tažení v jihozápadní Africe
- Čestná dýka Reichsführera SS
- Totenkopfring
- Služební vyznamenání NSDAP v bronzu
- |  |  |  Služební vyznamenání wehrmachtu od IV. do I. třídy